# Zbigniew Kresowaty
Zbigniew Kresowaty, ps. Ikona, KreZbi (ur. 1951 w Świdnicy) – polski poeta, eseista, krytyk literacko-artystyczny, rysownik, grafik, malarz ikon, ilustrator i portrecista.

## Życiorys
Debiut poetycki miał w 1981 w prasie drugiego obiegu. W oficjalnej prasie po raz pierwszy jego 9 wierszy ukazało się w miesięczniku „Odra” w 1987. Jego poezję na język czeski tłumaczyli: František Všetička, Wilhelm Przeczek, Jan Pyszko i Libor Martinek. Na język chorwacki tłumaczyła Olga Lalić-Krowicka.
Publikował w pismach: „Akant”, „Alternatywa”, „Arkusz”, „Autograf”, „Awers”, „Format”, „Fraza”, „Gazeta Kulturalna”, „Głos Ludu”, „Graffiti”, „Horyzonty”, „Integracje”, „Kresy”, „Kultura”, „Literatura”, „Magazyn Faktów”, „Magazyn Wileński”, „Metafora”, „Nadwisłocze”, „Nihil Novi”, „Nowa Okolica Poetów”, „Nové Břehy”, „Odra”, „Okolica Poetów”, „Protokół Kulturalny”, „Przegląd Artystyczno-Literacki”, „Radostowa”, „Studium”, „Twórczość”, „Wiadomości Kulturalne”, „Więź” i „Zwrot”.
Malarstwa uczył się od Zbigniewa Karpińskiego na Państwowej Wyższej Szkole Sztuk Plastycznych we Wrocławiu oraz w pracowni domowej Eugeniusza Gepperta (1973–1977).
Jest autorem i wykonawcą płaskorzeźby poświęconej prof. Ernstowi Friedrichowi Chladniemu znajdującej się od 2008 roku w Muzeum Mineralogicznym we Wrocławiu.
Rysuje i maluje portrety, które udostępnia na zasadach wolnej licencji. Wykorzystywane są jako ilustracje w Wikipedii.
Od 1972 mieszka we Wrocławiu.

## Nagrody i wyróżnienia
- 1987 – Ogólnopolski Konkurs Literacki Miesięcznika „Nike” w Warszawie
- 1993 – Turniej „Jednego Wiersza” – IX Najazd Poetów w Brzegu
- 1996 – Ogólnopolski Konkurs Literacki im. Stanisława Grochowiaka w Lesznie
- 1997 – Ogólnopolski Konkurs Liryki Miłosnej „O Laur Miedzianego Amora” w Lubiniu
- 1997 – Polsko-czeski Konkurs Poetycki „O skrzydło Ikara” w Cieszynie
- 1998 – Ogólnopolski Konkurs Poetycki O laur „Czerwonej Róży” w Gdańsku
- 1998 – „Laur Pogórza” – Ogólnopolski Konkurs Poetycki w Tarnowie Ciężkowicach
- 2001 – „Anioł Jazzowy” – z cyklu dedykacje – autorki Lidii Sztwiertni w Bielsku-Białej
- 2005 – Nominacja „Konkurs Ogólnopolski Dobrej Książki” – Targi Książki we Wrocławiu
- 2006 – „Pierścień Tysiąclecia” – przyznany przez ks. kard. Henryka Gulbinowicza
- 2007 – Nagroda „metafory” im. Klemensa Janickiego za twórczość artystyczną w Bydgoszczy
- 2007 – Laur „metafory” i „Wiatraków” im. Tadeusza Micińskiego w Bydgoszczy

## Publikacje

### Poezja

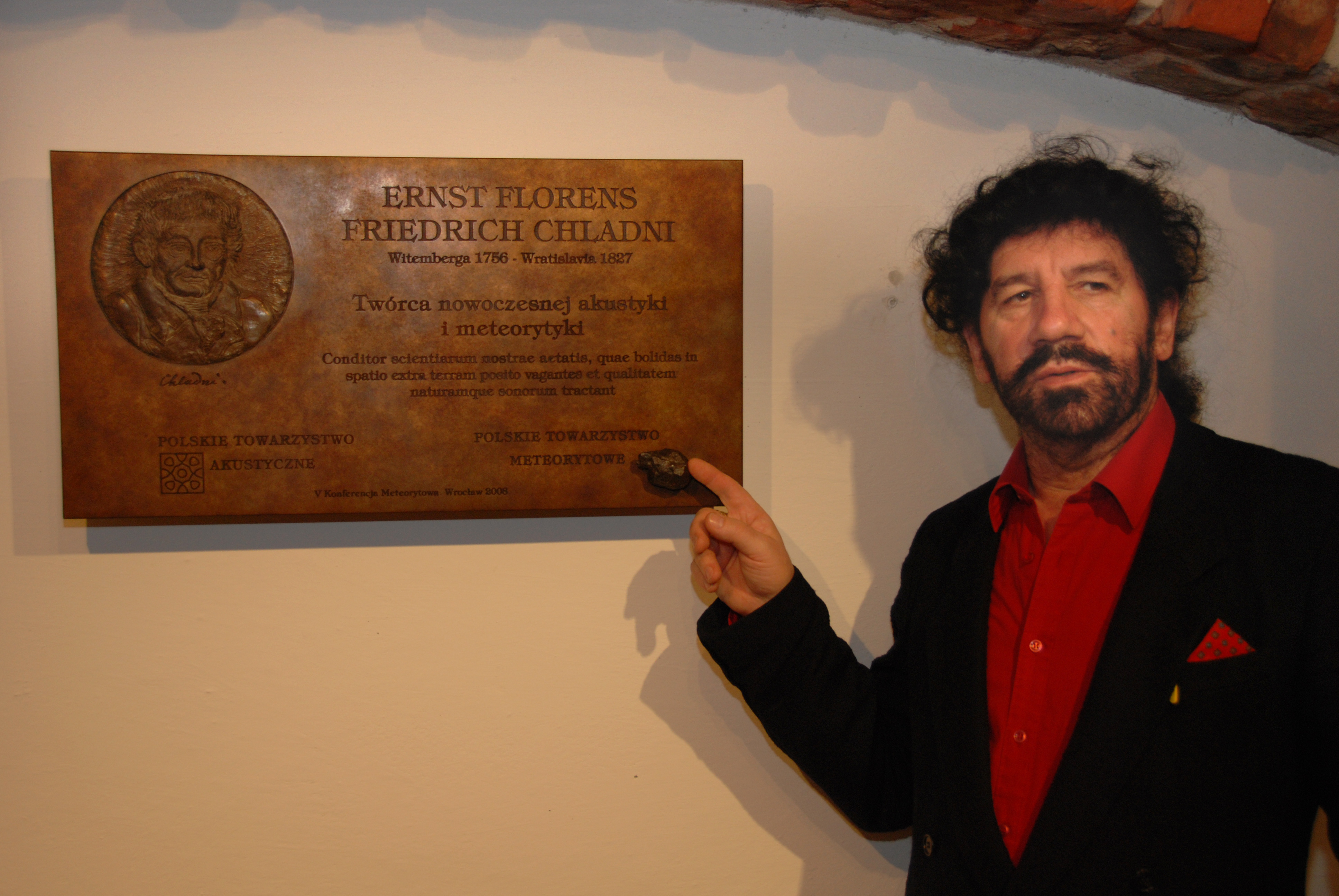
Zbigniew Kresowaty w 2008 przy tablicy poświęconej prof. Ernstowi Chladniemu

- „Być może Wycinki Stanu”, Oficyna „Własnym Sumptem”- Wrocław 1989
- „W aorcie”, Strzegom Galeria „eS” Strzegomski Ośrodek Kultury 1990, redakcja Aleksander Mann
- „Są Oblicza i Anioły”, Wrocław Drukarnia Zarządu Regionu NSZZ „Solidarność” Dolny Śląsk 1995, ISBN 83-903540-1-2.
- „Dom Glosy i Abla”, Państwowe Muzeum Gross-Rosen, Wałbrzych 1996
- „Nie opóźniać spojrzenia”, Biblioteka PAL WIT-GRAF Toruń 2000, ISBN 8390136789.
- „Jeszcze mrużą oczy wczesne wrześniowe psy”, Kraków Wydawnictwo Krytyki Artystycznej Miniatura 2009, ISBN 978-83-7081-906-4.

### Zbiory wywiadów
- „Między logos a mythos”, Kraków Wydawnictwo Krytyki Artystycznej Miniatura 2005, ISBN 83-7081-771-8.
- „Między mythos a sacrum”, Kraków Wydawnictwo Krytyki Artystycznej Miniatura 2009, ISBN 978-83-7081-078-1.

### Wywiady
- „Nosorożec na koncercie” – z Józefem Baranem – kwiecień 2003, druki: miesięcznik Przegląd Artystyczno-Literacki – 2003; „Matecznik” (krakowski) – Nr 3/2003 ISSN 1509-8516; kwartalnik „Metafora” – wiosna 2004; książka pt. „Między logos a mythos” (rozmowy artystyczne – zbiór) wydana 2005 w Wydawnictwie „Miniatura” w Krakowie ISBN 83-7081-771-8.
- „Afirmacja życia czy medytacja” – z Marianną Bocian – jesień 2002, druki: miesięcznik Przegląd Artystyczno-Literacki – Toruń 2002; Kwartalnik „Metafora”, lato/jesień/zima 2001/2002, ISSN 0867-0544; „Między logos a mythos”, „Miniatura”, Kraków 2005, ISBN 83-7081-771-8.
- „Co na szkle niemalowane” – z Ernestem Bryllem w książce „Między logos a mythos”, „Miniatura”, Kraków 2005, ISBN 83-7081-771-8 (I cz. „rozmów artystycznych”), „List Oceaniczny” Toronto (Kanada) – 2001; kwartalnik „Metafora” – 2004; miesięcznik Przegląd Artystyczno-Literacki – 2000
- „W moim przybranym mieście” – z Tadeuszem Chróścielewskim – lato 1999, druki: kwartalnik „Metafora” (2000); „Między logos a mythos”, „Miniatura”, Kraków 2005, ISBN 83-7081-771-8.
- „Cząsteczki, kobiety, bogowie” – z prof. Leszkiem Czuchajowskim (USA) – lato 1999, druki: kwartalnik „Metafora”; miesięcznik Przegląd Artystyczno-Literacki 2000; „Między logos a mythos”, „Miniatura”, Kraków 2005, ISBN 83-7081-771-8.
- „Oprawianie w kruszec wiedzy naukowej” – ze Sławomirem Dereckim – jesień 2004, „Między logos a mythos”, „Miniatura”, Kraków 2005, ISBN 83-7081-771-8.
- „Oni nazwali mnie perfidnym ekshumatorem pseudoliteratury” – z Ziemowitem Fedeckim (STS) – 2000, druki: miesięcznik Przegląd Artystyczno-Literacki 2001; książka „Między logos a mythos”, „Miniatura”, Kraków 2005, ISBN 83-7081-771-8, miesięcznik TWÓRCZOŚĆ ISSN 0041-4727.
- „Czeladnik u Kochanowskiego” – z Kirą Gałczyńską – jesień 1999, druki; miesięcznik Przegląd Artystyczno-Literacki, nr 6 (100) ISSN 1230-9745; książka „Między logos a mythos”, „Miniatura”, Kraków 2005, ISBN 83-7081-771-8; kwartalnik „Metafora” – 2001/2002
- „Motory i drabiny aż do boskiego Fausta” – z Adamem Hanuszkiewiczem – zima 1999, druki: miesięcznik Przegląd Artystyczno-Literacki – zima/1999; „Między logos a mythos”, „Miniatura”, Kraków 2005, ISBN 83-7081-771-8.
- „Gniazdem orląt był Lwów” – z Haliną Herbert-Żebrowską (siostrą poety) lato 2000, druki; miesięcznik Przegląd Artystyczno-Literacki jesień/2001; „Między logos a mythos”, „Miniatura”, Kraków 2005, ISBN 83-7081-771-8.
- „Babilon sięga Polski, a nawet dalej” – z prof. Hatifem Dzanabi – lato 2000, druki: miesięcznik Przegląd Artystyczno-Literacki – jesień/2001, „Między logos a mythos”, „Miniatura”, Kraków 2005, ISBN 83-7081-771-8.
- „Znający tajemnice dźwięku, zna tajemnice świata” – z Wojciechem Konikiewiczem – jesień 2001, druki: „Między logos a mythos”, „Miniatura”, Kraków 2005, ISBN 83-7081-771-8;, DIA PA ZON – Magazyn Muzyczny – (11 kwietnia 2005)
- „Kosmiczny wózek a uschodowienie” – z Lillą Latus – lato 2001, druki: miesięcznik Przegląd Artystyczno-Literacki 2002, „Między logos a mythos”, „Miniatura”, Kraków 2005, ISBN 83-7081-771-8.
- „Znad rzeki dzieciństwa” – z Bogdanem Loeblem – lato 2000, miesięcznik Przegląd Artystyczno-Literacki 2001, „Między logos a mythos”, „Miniatura”, Kraków 2005, ISBN 83-7081-771-8.
- „Opera moja miłość” – z Ewą Michnik – jesień 2002, „Między logos a mythos”, „Miniatura”, Kraków 2005, ISBN 83-7081-771-8.
- „Wierzę, że ufam człowiekowi” – z prof. Janem Miodkiem 2004, „Między logos a mythos”, „Miniatura”, Kraków 2005, ISBN 83-7081-771-8.
- „Sztuka jest świątynią pracy” – z Markiem Ostoja-Ostaszewskim – wiosna 2003, „Między logos a mythos”, „Miniatura”, Kraków 2005, ISBN 83-7081-771-8.
- „Smak wyciszenia” – z Wilhelmem Przeczkiem – jesień 2001, „Między logos a mythos”, „Miniatura”, Kraków 2005, ISBN 83-7081-771-8.
- „Artysta sugestywny” – z prof. wykł. Andrzejem Renesem – jesień 1998, druki: miesięcznik Przegląd Artystyczno-Literacki, nr 1-2 (83-84) ISSN 1230-9745, kwartalnik „Metafora” – jesień/zima 1999/2000, ISSN 0867-0544; „Między logos a mythos”, „Miniatura”, Kraków 2005, ISBN 83-7081-771-8.
- „Mieszkaniec znad rzeki Pisi Tucznej” – z prof. Wojciechem Siemionem – zima 1999, druki: kwartalnik „Metafora” – wiosna 2000; „Między logos a mythos”, „Miniatura”, Kraków 2005, ISBN 83-7081-771-8.
- „Rzeźbiąc świat który jest sanktuarium” – z prof. Henrykiem Skolimowskim – zima/wiosna 2000, druki: miesięcznik Przegląd Artystyczno-Literacki, 2001, „Między logos a mythos”, „Miniatura”, Kraków 2005, ISBN 83-7081-771-8.
- „Spojrzenie z rejsu żaglowcem Nietzsche” – z prof. Tadeuszem Sławkiem – jesień 2000, druki; miesięcznik Przegląd Artystyczno-Literacki 2001, „Między logos a mythos”, „Miniatura”, Kraków 2005, ISBN 83-7081-771-8; Miesięcznik TWÓRCZOŚĆ – nr 9 (778) ISSN 0041-4727.
- „Harmonia, Król Ubu i przeciw Beckettowi” – z Franciszkiem Starowieyskim – jesień 2000, druki: „Między logos a mythos”, „Miniatura”, Kraków 2005, ISBN 83-7081-771-8; miesięcznik PAL – Toruń 2001, Miesięcznik TWÓRCZOŚĆ – nr 3 (772) 2010, ISSN 0041-4727.
- „Popaść w kompleks Barucha Spinozy” – z Julianem Stryjkowskim – jesień 1992, druki: „Między logos a mythos”, „Miniatura”, Kraków 2005, ISBN 83-7081-771-8; Miesięcznik TWÓRCZOŚĆ – nr 8 (777) 2010 ISSN 0041-4727.
- „Dobywanie sacrum metodą tracenia” – z Lidią Sztwiertnią – jesień 2001, druki: miesięcznik Przegląd Artystyczno-Literacki, nr 12 (106) grudzień 2000 ISSN 1230-9745, kwartalnik „Metafora” – 2003; „Między logos a mythos”, „Miniatura”, Kraków 2005, ISBN 83-7081-771-8.
- „Liryczny globtroter” – z Adamem Szyperem (USA) – lato 1999, druki: miesięcznik Przegląd Artystyczno-Literacki, nr 6 (112) ISSN 1230-9745,kwartalnik „Metafora” – 2003; „Między logos a mythos”, „Miniatura”, Kraków 2005, ISBN 83-7081-771-8.
- „Piórkiem w perspektywę węgla” – z prof. Wiktorem Zinem – lato 2004, „Między logos a mythos”, „Miniatura”, Kraków 2005, ISBN 83-7081-771-8.
- „Śmierć i wieczność w muzyce wartością bytu” – z dr Ewą Marią Jensen – lato 2005, „Między logos a mythos”, „Miniatura”, Kraków 2005, ISBN 83-7081-771-8.
- „O radości i rytmie moje życie malinowe” – z prof. Henrykiem Mikołajem Góreckim, „Między logos a mythos”, „Miniatura”, Kraków 2005, ISBN 83-7081-771-8.
- „Lapidaria są we mnie wciąż jeszcze nie odkryte” – z Ryszardem Kapuścińskim, „Między logos a mythos”, „Miniatura”, Kraków 2005, ISBN 83-7081-771-8.
- „Portret z Archaniołem na pograniczu w oknach pamięci” – z dr Tadeuszem Karabowiczem, „Między logos a mythos”, „Miniatura”, Kraków 2005, ISBN 83-7081-771-8.
- „Moje kino wywodzi się przede wszystkim z mojej literatury” – z prof. Krzysztofem Zanussim, „Między logos a mythos”, „Miniatura”, Kraków 2005, ISBN 83-7081-771-8.
- „Wokół «Kamiennego Kręgu» od paleolitu do dziś” – z prof. Andrzejem Strumiłło, „Między logos a mythos”, „Miniatura”, Kraków 2005, ISBN 83-7081-771-8.
- „Architektura jest poezją przestrzeni” – z prof. Marianem Makarskim, „Między logos a mythos”, „Miniatura”, Kraków 2005, ISBN 83-7081-771-8.
- „Zależności językowe, synonimy i sympatyczne mieszanki kulturowe na pograniczach” prof. Michałem Łesiowem z KUL-u, „Między logos a mythos”, „Miniatura”, Kraków 2005, ISBN 83-7081-771-8.
- „Możności literatury na pograniczu polsko-czeskim” – z doc. prof. František Všetičką, „Między logos a mythos”, „Miniatura”, Kraków 2005, ISBN 83-7081-771-8.
- „Od świętych kopniaków i awangardowej agresji do pasji dokumentalnej wotacji, czyli o własnym miejscu w teatrze życia” – z Krzysztofem Miklaszewskim, „Między logos a mythos”, „Miniatura”, Kraków 2005, ISBN 83-7081-771-8.

### Almanachy i antologie literacko-poetyckie
- „W stronę życia” – Brzeg – Wyd. KWANT 1994
- „Krąg spotkań” – Poznań – Wyd. Centrum Kultury „ZAMEK” 1995, ISBN 83-85599-50-9.
- „Słowo jest odsłoną” – Brzeg – Centrum Kultury Brzeg 1995, ISBN 83-906224-0-8.
- „Poezja bez granic” – Brzeg – „ZAMEK” 1997, ISBN 83-906224-1-6.
- „Polska Miłość” – Lubin (poplon Konkursu poetyckiego) 1997
- „Więcej Słońca” – Poznań – Związek Literatów polskich 1997, ISBN 83-86113-93-6.
- „Almanach poetycki” – Wrocław – NSZZ Solidarność Dolny Śl. 1998
- „Gościniec gogoliński” – Gogolin 1998, ISBN 83-910365-0-2.
- „Miejsca liryczne” – Kraków – Konfraternia Poetów 1998, ISBN 83-86900-76-8.
- „Almanach poetycki” – zeszyt drugi – Wrocław NSZZ Solidarność Dolny Śl. 1999
- „Pozostali w XX wieku” – Kraków – Oficyna Konfraterni Poetów 1999, ISBN 83-86900-99-7.
- „Z wyobraźnią” – Kraków – Oficyna Konfraterni Poetów 2000, ISBN 83-86900-12-1.
- „Awers” – Włocławek – Włocławek –„SINDRUK” – Ogóln. Stow. Literatów 2000
- „Tradycja” – Kraków – Brzeg – Oficyna Konfraterni Poetów 2001, ISBN 83-86900-58-X.
- „Jesienne skrzydła” – Tarnów – Wyd. WITEKGRAF 2001
- „Przeciwko przemocy” – Centrum Muzeum Jeńców Woj. – Łambinowice 2001, ISBN 83-906712-9-8.
- „Kawiarenka «Pod Pegazem»” – Jabłonków (Czechy) 2002
- „Antologia Akantu 1998 – 2002” – Bydgoszcz – AKANT 2002, ISBN 83-88632-99-X.
- „Wrocławskie Prom. Dobrych Książek” – Wrocław 2005, ISBN 83-87104-61-2.
- „Odnajdziemy się w muzyce” – Kraków/Brzeg, Konfraternia Poetów 2005, ISBN 83-89045-48-6.
- „A Duch wieje Kędy Chce” – Lublin – PP Akademii Rolnej 2008
- „Ilu przyjaciół pozostało w wierszach” – Kraków 2010, ISBN 978-83-7490-343-1.
- „Świętość codzienna” – Kraków – Oficyna Konfraterni Poetów 2011, ISBN 978-83-89045-94-2.

### Inne

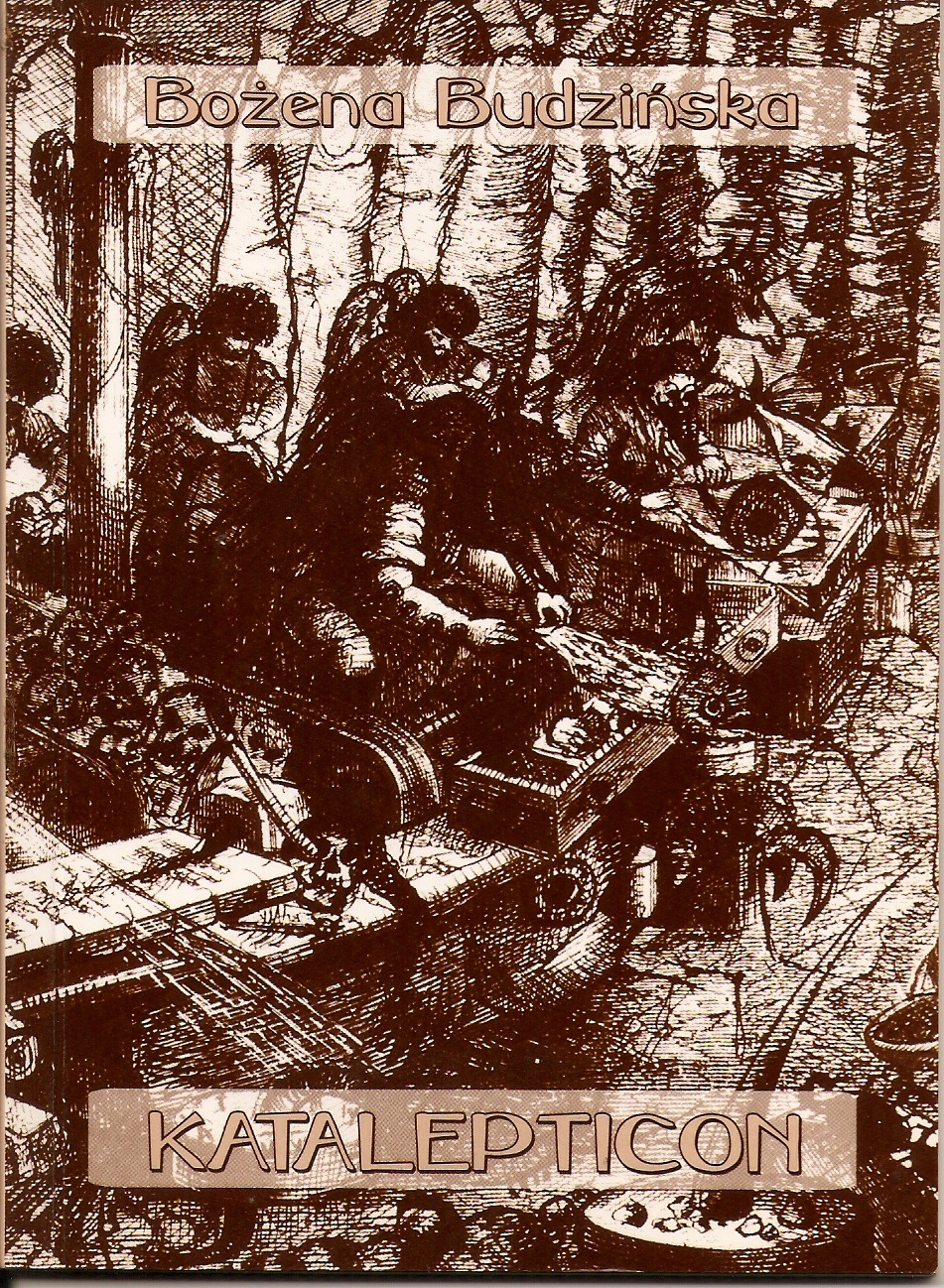
Okładka zaprojektowana przez Zbigniewa Kresowatego

- „Almanach poetycki Solidarności”, redaktor Leon Krzemieniecki, ilustracje Zbigniew Kresowaty, Wrocław Regionalny Sekretariat Emerytów i Rencistów NSZZ „Solidarność” Dolny Śląsk 1997
- „Ćmy i inne wiersze”, Franciszek Nastulczyk, ilustracje Zbigniew Kresowaty, Bielsko-Biała Wydział Kultury i Sztuki Urzędu Miejskiego, 1997
- „Dłutem światła”, Marek Jagliński, grafika Zbigniew Kresowaty, Wrocław Marek Jagliński, 1994, ISBN 83-903540-5-5.
- „Gościniec gogoliński” – almanach poetycki, grafika Zbigniew Kresowaty, redaktor Krystian Szafarczyk, Gogolin Urząd Miasta i Gminy 1998, ISBN 83-910365-0-2.
- „Granitowe światło Pegaza” – almanach artystyczno-kulturalny Ziemi Strzegomskiej, redakcja, wybór, opracowanie i kompozycja Zbigniew Kresowaty, Wrocław „Atut” 2004, ISBN 83-89247-87-9.
- „Gwiezdny wiek” Jadwiga Fillman-Zwierska, rysunki Zbigniewa Kresowatego, Kielce Oficyna Wydawnicza „Ston 2”, 2003, ISBN 83-7273-110-1.
- „Krąg spotkań” – almanach klubu literackiego Centrum Kultury Poznania „Zamek” 1970-1995, materiały zebrał i podał do druku Jerzy Grupiński, redakcja i wybór wierszy Anna Schubert, grafika Zbigniew Kresowaty, ISBN 83-85599-50-9.
- „Słowa pod wiatr = Slova proti větru”, Wiesław Malicki, przekład Libor Martinek i Wilhelm Przeczek, grafika na okładce i w tekście Zbigniew Kresowaty, Czeski Cieszyn „OLZA” 1998, wydanie 3, ISBN 80-86082-08-3.
- „Spokojne miasto”, Krzysztof Śliwka, rysunki na wklejce Zbigniew Kresowaty, Kłodzko Kłodzki Ośrodek Kultury, Kłodzki Klub Literacki 1989
- „Sposób na bezsenność”, Jerzy Grupiński, grafika Zbigniew Kresowaty, Poznań Centrum Kultury Poznania „Zamek” Klub Literacki 1996, ISBN 83-901522-1-5.
- „Sprzedawca zegarów”, Marian Kustra, grafika Zbigniew Kresowaty, Włocławek Ogólnopolskie Stowarzyszenie Literatów 1999, ISBN 83-909657-8-X.
- „Trans”, Bożena Budzińska, ilustracje Zbigniew Kresowaty, Gdańsk Gdańskie Towarzystwo Przyjaciół Sztuki 1998, ISBN 83-86460-12-1.
- „W świetle zielonej gwiazdki”, Halina Kuropatnicka-Salamon, grafika Zbigniew Kresowaty, Krajowe Centrum Kultury PZN, Kielce Oficyna Wydawnicza „Ston 2”, Krajowe Centrum Kultury PZN 2003, ISBN 83-7273-101-2.
- „Zbigniew Stec” – Galeria Sztuki Współczesnej we Włocławku grudzień 1999 – styczeń 2000, tekst Zbigniew Kresowaty, Włocławek Galeria Sztuki Współczesnej 1999, ISBN 83-907356-2-8.